# イジー・フレイシュマン
イジー・フレイシュマン（Jiří Fleišman 、1984年10月2日 - ）は、チェコ・モスト出身のサッカー選手。バニーク・オストラヴァ所属。ポジションは、ディフェンダー（レフトバック）。